# Acordulecera blassa
Acordulecera blassa – gatunek błonkówki z rodziny Pergidae.

## Taksonomia
Gatunek ten został opisany w 1981 roku przez Davida Smitha. Holotyp (samica) został odłowiony w brazyliskim Dystrykcie Federalnym. 

## Zasięg występowania
Ameryka Południowa i Północna. Notowany w Brazylii (Dystrykt Federalny) oraz w Meksyku.